# Boys Town (film)
Boys Town is een Amerikaanse dramafilm uit 1938 onder regie van Norman Taurog. Destijds werd de film in Nederland uitgebracht onder de titel Jongensstad.
Het scenario is gebaseerd op het leven en werk van pastoor Edward J. Flanagan, de oprichter van Boys Town, een 'stad' voor kansarme, verwaarloosde jongens. MGM was aanvankelijk sceptisch en liet de film maanden op de plank liggen. Louis B. Mayer, het hoofd van de studio, zei zelfs dat de film wel moest mislukken omdat er geen seks in zat. Spencer Tracy en Mickey Rooney wisten Mayer echter te overtuigen de film toch uit te brengen en dat bleek terecht: Boys Town brak alle records in de bioscoop en behaalde twee Oscars.

## Verhaal
Pastoor Edward J. Flanagan bezoekt een man die ter dood veroordeeld is. De man vertelt Flanagan dat hij als kind nooit de kans kreeg om op het rechte pad te komen. De priester denkt na over de woorden van de ter dood veroordeelde en besluit nu een tehuis voor verwaarloosde en kansarme jongens te stichten. Ondanks financiële problemen is het initiatief een succes en groeit het tehuis uit tot een groter complex: Boys Town. Flanagan doet dit vanuit een door de Moderne Richting beïnvloede zienswijze: de mens is niet slecht geboren, maar kan door omstandigheden tot criminaliteit gedreven worden. Goede omstandigheden kunnen daarentegen de mens ten goede beïnvloeden. Door in zijn tehuis optimale omstandigheden te bieden, wil hij de jongens een toekomst geven, want volgens hem bestaan er in wezen geen slechte jongens: There is no such thing as a bad boy. Met liefdevolle hand probeert Flanagan de jongens verantwoordelijkheidszin bij te brengen. Ieder jaar kiezen de jongens een 'burgemeester' die voor hun belangen opkomt.
Dan krijgt Flanagan bezoek van de crimineel Joe Marsh. Hij vraagt de priester om zijn veel jongere broer Whitey in huis te nemen. Marsh is bang dat zijn broertje hard op weg is om een crimineel te worden en net zo zal eindigen als hij. Whitey past totaal niet in Boys Town. Hij vindt het complex maar niks en denkt alles naar zijn hand te kunnen zetten. Door zijn gedrag wordt hij al snel een buitenstaander. Eigenlijk vindt alleen de kleine Pee Wee hem aardig. Whitey ziet zijn kans bij de komende verkiezingen, en voert met een klein groepje medestanders agressief campagne om tot burgemeester te worden gekozen. De zittende burgemeester heeft een enorme hekel aan Whitey gekregen en de campagne ontaardt in een persoonlijke strijd. De derde kandidaat, Tony Ponessa, is een gehandicapte en enigszins schuchtere jongen die in tegenstelling tot de andere twee het algemeen belang voorop stelt. Hij wordt echter volledig overschaduwd door de steeds fellere campagne. Uiteindelijk escaleert de campagne tot een persoonlijk conflict dat in een bokswedstrijd wordt beslecht. Whitey verliest tot zijn grote verbazing en Ponessa wordt tot burgemeester gekozen. Kwaad verlaat Whitey Boys Town. Pee Wee probeert hem te volgen maar wordt door een auto aangereden. Dat brengt Whitey tot inkeer en hij komt terug naar Boys Town.
In de stad probeert Whitey zijn ontsnapte broer Joe te vinden. Juist op dat moment wordt er een bank door Joes bende overvallen. Whitey wordt per ongeluk door Joe in het been geschoten. Joe duikt onder en belt Flanagan anoniem waarna deze Whitey in een kerk ophaalt en terugbrengt. De sheriff wil Whitey arresteren en verhoren, maar Flanagan neemt de verantwoordelijkheid voor hem op. Whitey verklaart tegen Flanagan dat hij beloofd heeft Joe niet te verraden, maar Flanagan beseft dat dit het eind van Boys Town zal betekenen. De betrokkenheid van Whitey bij de overval heeft al veel stof doen opwaaien, en weigering mee te werken zal Boys Town nog verder in diskrediet brengen. Whitey zoekt Joe nogmaals op en Joe, die het belang inziet van Boys Town, ontslaat hem van zijn belofte. De bendeleden willen Whitey vermoorden, maar Joe beschermt hem tot Flanagan en de jongens arriveren. De criminelen worden gearresteerd en Boys Town ontvangt vele donaties waardoor de financiële problemen voorlopig voorbij zijn. Whitey keert terug naar Boys Town. Whitey is tot inkeer gekomen en wordt na een jaar tot zijn eigen verbazing tot burgemeester gekozen.

## Rolverdeling
| Acteur              | Personage        |
| ------------------- | ---------------- |
| Spencer Tracy       | Pastoor Flanagan |
| Mickey Rooney       | Whitey Marsh     |
| Henry Hull          | Dave Morris      |
| Leslie Fenton       | Dan Farrow       |
| Gene Reynolds       | Tony Ponessa     |
| Edward Norris       | Joe Marsh        |
| Addison Richards    | Rechter          |
| Minor Watson        | Bisschop         |
| Jonathan Hale       | John Hargraves   |
| Bobs Watson         | Pee Wee          |
| Martin Spellman     | Skinny           |
| Mickey Rentschler   | Tommy Anderson   |
| Frankie Thomas      | Freddie Fuller   |
| Jimmy Butler        | Paul Ferguson    |
| Sidney Miller       | Mo Kahn          |
| Robert Emmett Keane | Burton           |
| Victor Kilian       | Sheriff          |

## Prijzen en nominaties
| Jaar | Prijs  | Categorie                 | Genomineerde(n)              | Uitslag     |
| ---- | ------ | ------------------------- | ---------------------------- | ----------- |
| 1938 | Oscars | Beste film                | John Considine jr.           | Genomineerd |
| 1938 | Oscars | Beste regie               | Norman Taurog                | Genomineerd |
| 1938 | Oscars | Beste mannelijke hoofdrol | Spencer Tracy                | Gewonnen    |
| 1938 | Oscars | Beste bewerkte scenario   | John Meehan Dore Schary      | Genomineerd |
| 1938 | Oscars | Beste verhaal             | Eleanore Griffin Dore Schary | Gewonnen    |

## Achtergrond
Boys Town bestaat echt. De 'stad' werd in 1921 gesticht door pastoor Flanagan (1886-1948) die probeerde om kansarme jongeren een reden van bestaan te geven. Boys Town was aanvankelijk een weeshuis, maar groeide uit tot een dorpje, compleet met een burgemeester, postkantoren, huisjes, een kapel en scholen. Inmiddels zijn er dertien vestigingen in Californië, Nevada, Texas, Nebraska, Iowa, Louisiana, Chicago, Florida, Washington, New York en New England.
Pastoor Flanagan was een rooms-katholieke priester die werd geboren in Ierland en in 1904 emigreerde naar de VS. In 1919 werd hij Amerikaans staatsburger. Flanagan bleef betrokken bij zijn project en kreeg veel prijzen en eervolle vermeldingen voor zijn werk. Hij maakte een aantal reizen naar het buitenland om de kinderzorg aldaar te bestuderen. Tijdens een reis naar Europa in 1948, overleed Flanagan in Berlijn aan de gevolgen van een hartaanval.

## Productie
In 1937 was het succes van Boys Town ook doorgedrongen in Hollywood. MGM wilde er een film van maken en benaderde pastoor Flanagan. Flanagan was aanvankelijk tegen, maar ging om nadat hij het scenario had gelezen. De studio beloofde hem 5000 dollar voor het voorrecht om in Boys Town te mogen filmen.
Spencer Tracy werd aangetrokken voor de hoofdrol en twaalf weken lang bestudeerde de acteur pastoor Flanagan en maakte zich de manieren van de priester eigen. Mickey Rooney, op dat moment de bekendste kind-acteur van Hollywood, kreeg de rol van Whitey Marsh. Rooney en Tracy spraken vooraf en tijdens de opnames met de jongens van Boys Town om een beter idee van het leefklimaat van de 'stad' te krijgen. Veel van de jongens werden ingezet als figuranten. Aanvankelijk zouden twee jongens uit Boys Town, Andy Cain en zijn broer Jimmy, belangrijke rollen spelen. Andy zou de rol van Pee Wee spelen. Maar de twee jongens kregen koudwatervrees voor de camera en uiteindelijk werd Bobs Watson voor de rol aangetrokken. Watson was zo onder de indruk van pastoor Flanagan dat hij stopte met acteren en later ook priester werd.
De opnames waren in juni 1937 en het was extreem heet. De geluidstechnici kwamen in de problemen toen de wasplaten, waarop toen nog het geluid werd opgenomen, begonnen te smelten. Grote delen van het geluid moesten later worden opgenomen. De filmploeg had ook veel overlast van de lokale bevolking die zelfs de bomen beklommen om de opnames te kunnen zien. Maar ook op de set waren er problemen. Omdat er in Boys Town nog druk werd gebouwd, moest de assistent van de regisseur herhaaldelijk vragen of de timmermannen even wilde stoppen als er werd opgenomen. Voordat de echte opnames begonnen waren diverse filmploegen al begonnen met de voorbereiding. De totale opnameduur bedroeg 12 dagen, waarvan 10 op locatie in Boys Town.

## Première
Na de lancering van de film kwam pastoor Flanagan in financiële problemen. De film was namelijk zo'n groot succes dat het publiek dacht dat veel van het geld naar Flanagan en zijn project zou gaan. De pastoor had echter maar 5000 dollar ontvangen. Spencer Tracy deed een oproep aan het Amerikaanse publiek om Flanagan financieel te steunen, terwijl MGM 250.000 dollar doneerde voor de bouw van een nieuwe slaapzaal. Nog eens 100.000 dollar werden gedoneerd voor het recht om een vervolg te maken. In 1941 maakte MGM dat vervolg onder de titel Men of Boys Town, weer met Tracy en Rooney. MGM haalde Tracy over om de Oscar, die hij had gewonnen voor zijn rol in Boys Town, aan de 'stad' Boys Town te schenken.

## Nederland
In Nederland werd de film uitgebracht onder de naam jongensstad, het RK internaat Ora et Labora in Rijswijk profileerde zich als de Nederlandse jongensstad, en wist in bioscopen waar de film vertoond werd met succes te collecteren.